# Évrosz prefektúra
Évrosz prefektúra (görögül: Νομός Έβρου [Nomósz Évru]) Görögország prefektúrái közül a legészakibb. A prefektúra Kelet-Makedónia és Thrákia régió tagja. Görögország északkeleti csücskében helyezkedik el. Északon és északnyugaton Bulgáriával, keleten Törökországgal, nyugaton Rodópi prefektúrával határos. Lakossága 2005-ös adat szerint 150 580 fő, népsűrűsége 35 fő/km². Közigazgatási székhelye Alexandrúpoli. A prefektúra 1930-ban jött létre, mikor Trákia prefektúrát két felé osztották: Rodópi és Évrosz prefektúrára. Nevét a prefektúra határán folyó Évrosz folyóról kapta.

## Földrajz
Évrosz prefektúra egyike Görögország legnagyobb prefektúráinak. Észak-déli irányban a szárazföldön hossza mint egy 150 km, ha Szamothráki szigetét is belevesszük több mint 200 km. Szélessége 70 és 100 km között mozog Területe 4242 km², ezzel Nyugat-Macedónia 45%-át beborítja.  A Rodope hegyláncai nyugaton és délnyugaton határolják a prefektúrát. Az itt lévő hegycsúcsok közül több is meghaladja az 1000 méteres magasságot, köztük a legmagasabb a Fengári (1624 m). Az Évrosz folyó völgye kisebb dombjaival és termőföldjeivel az Égei-tengerig inkább síkságnak mondható. Szamothráki szigetét a hegyek uralják.

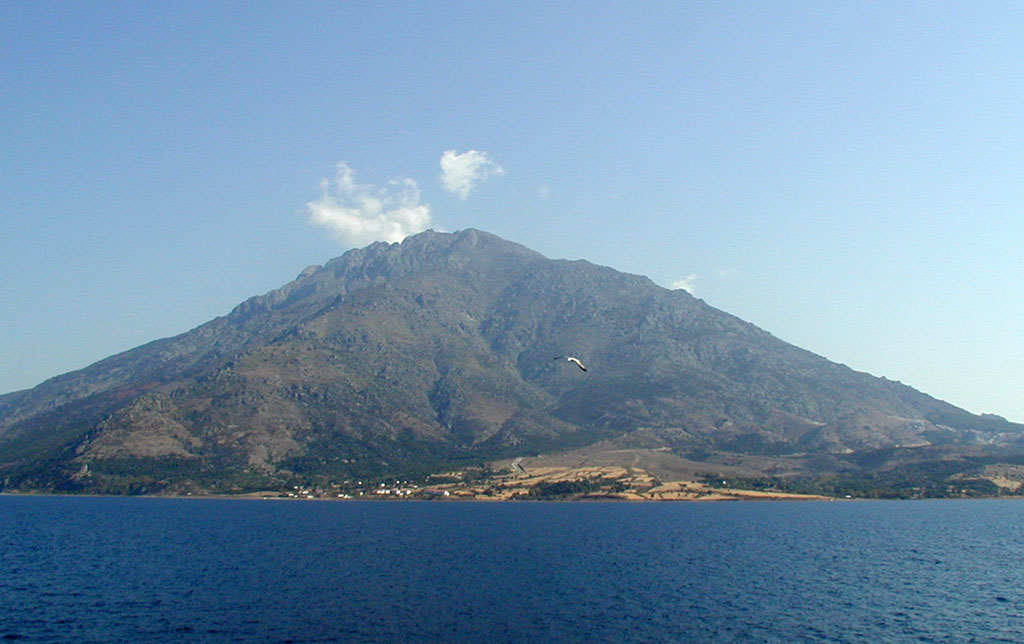
Szamothráki szigete

Az Évrosz folyó tavasszal igen megduzzad, ezért nem ritkák ilyenkor az áradások. 1997-ben és 2005-ben is igen nagy károkat okozott az árvíz. Évrosz folyó után a második legjelentősebb folyója az Ardasz. A prefektúra északi részén található Trigono falu, Görögország legészakibb települése.
Éghajlata mediterrán, de kontinentális hatások is érzékelhetőek, mivel a telek hidegebbek, így a hőingás is nagyobb mint Görögország déli részeinél, de a prefektúrán belül is vannak nagyobb különbségek. Az északi részeken és a hegyvidéken az éghajlat jellemzően nedvesebb és hűvösebb. A téli átlaghőmérséklet -1 °C és 7 °C között a nyári átlaghőmérséklet pedig 18 °C és 24 °C között mozog.

## Közigazgatás
A prefektúra öt önkormányzattal rendelkezik. Korábban az önkormányzatok száma több volt, szám szerint 13, de a 2011-es Kallikrátisz-reformok kapcsán a közigazgatás újjászerveződött és több önkormányzatot összevontak.

## Gazdaság
Évrosz prefektúra hagyományosan mezőgazdasági terület. A prefektúra területének megközelítőleg 35%-át mezőgazdasági célokra használják. Ebből a szántóföldek több mint 80%-ot tesznek ki, ami így nagyjából 140 000 hektárt tesz ki. A gabonafélék közül a legjelentősebb a kukoricatermesztés, a zöldségek közül pedig a hüvelyesek termesztése folyik a legnagyobb mértékben. De a cukorrépatermesztés is igen elterjedt, a prefektúra északi részén cukorgyárak is vannak. Ezeken kívül dohányt és gyapotot is termesztenek és a gyümölcstermesztés is jelentős. Szamothrákin az olajbogyótermesztés és az abból előállított olívaolaj játszik fontos szerepet. Az országszerte híres trák borok igazolják a szőlőtermesztés jelentőségét is. A szőlőültetvények igen kis helyen, 280 hektáron kaptak helyet, ezzel Kelet-Macedónia régió szőlőültetvényeinek 8%-a Görögország szőlőültetvényeinek 0,35%-a található itt. Viszonylag nagy területet foglalnak el a legelők, ezért a terület egyike Görögország kevés prefektúráinak, ahol jelentős a tejtermelés. A halászat ugyan nem játszik fontos szerepet, de az Égei-tenger e része és az Évrosz-delta is túlságosan kiaknázott.

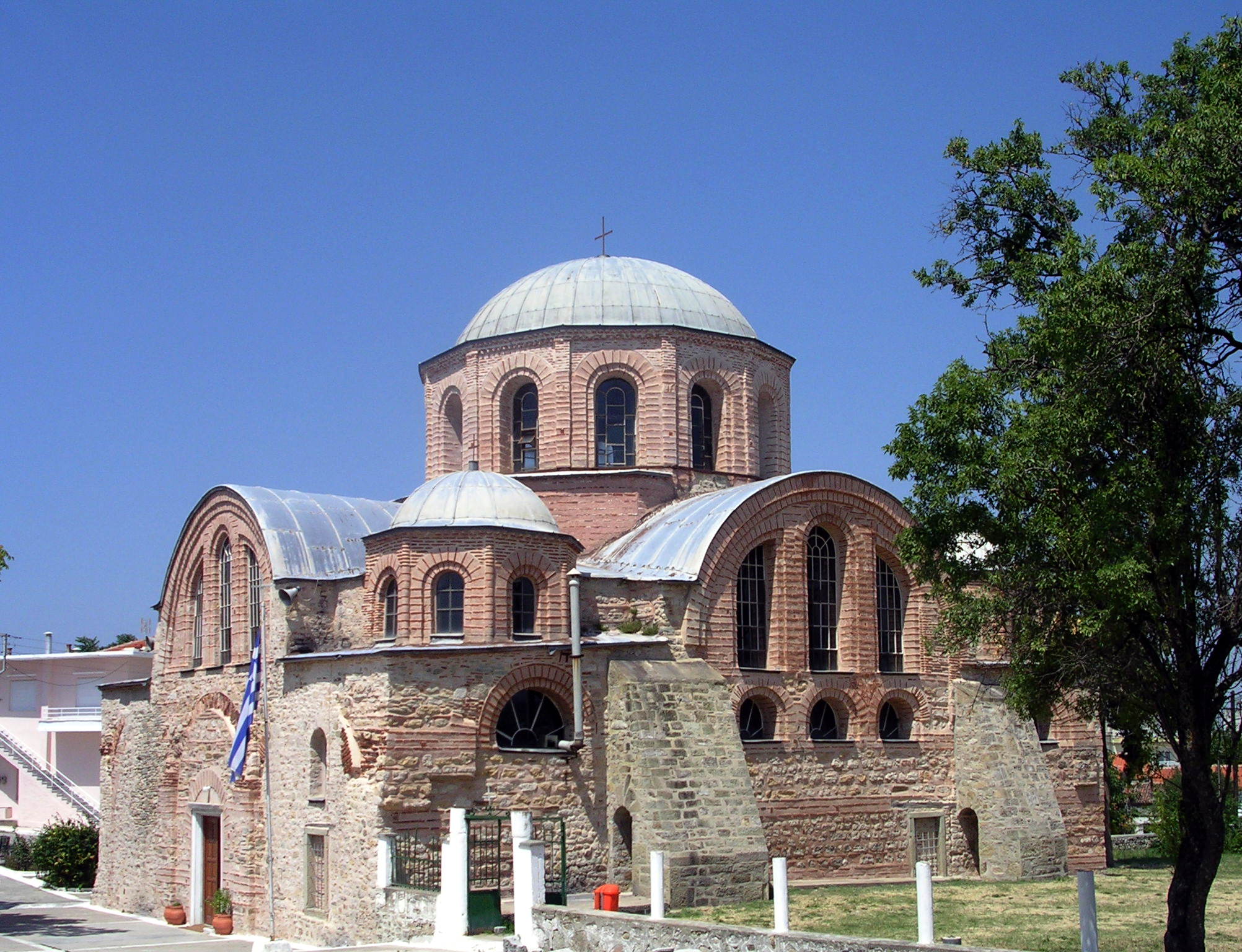
Bizánci kolostor Feresz településen

A prefektúra legjelentősebb iparágazata az élelmiszer-feldolgozás. Textilgyártás is folyik, bár ez nem jelentős. Sokáig a térség meghatározó iparága az 1872-ben fellendülő selyemgyártás volt, de az első világháború után vesztett drámai jelentőségéből. Szamothráki szigetén bazalt és gránitbányászat folyik.
Bár a prefektúra nem tartozik a hagyományos görög turisztikai célpontok közé, a turizmus is igen nagy bevételt hoz. Szamothráki szigete kifejezetten a turistákra épít, és ilyen szempontból jóval fejlettebb mint a prefektúra szárazföldi része. A szárazföldön inkább a hegyvidék, nem mint a tengerpart játszik fontos szerepet. A Fengári térsége igen népszerű a hegyvidéki túrázás szempontjából. A sok bizánci templom miatt a vallási turizmus is jelentős.

## Fordítás
- Ez a szócikk részben vagy egészben  az   Evros (peripheral unit) című angol Wikipédia-szócikk fordításán alapul.  Az eredeti cikk szerkesztőit annak laptörténete sorolja fel. Ez a jelzés csupán a megfogalmazás eredetét és a szerzői jogokat jelzi, nem szolgál a cikkben szereplő információk forrásmegjelöléseként.